# Zoocosmius coeruleus
Zoocosmius coeruleus là một loài bọ cánh cứng trong họ Cerambycidae.